# Beitrag
Als Beitrag wird in der Finanzwissenschaft, Wirtschaft und Verwaltung eine wiederkehrende oder einmalige materielle Leistung bezeichnet, die vom Zahlungspflichtigen in Geld oder Sachwerten für eine erbrachte oder zu erbringende Gegenleistung entrichtet wird. Es gibt auch ideelle Beiträge in der Kommunikation und Publizistik. 

## Allgemeines
Materielle Beiträge können durch Gesetz, Satzung (sowohl öffentlich-rechtliche als auch privatrechtliche) oder Vertrag erhoben werden; durch sie entsteht eine Beitragspflicht. In der Finanzwissenschaft und im Steuerrecht umfasst der Oberbegriff der Abgaben die Steuern, öffentlichen Beiträge und öffentlichen Gebühren.
Beiträge werden allgemein in Geld bezahlt, doch sind auch Sachwerte zulässig. Dies sah § 79 des Gesetzes über Wasser- und Bodenverbände vor, wonach Verpflichtungen zur Unterhaltung von Deichen eingegangen werden durften.

## Öffentlich-rechtliche Beiträge

Öffentlich-rechtliche Lasten

Diese Beiträge beruhen auf öffentlichem Recht und sind Geldleistungen, die einem Wirtschaftssubjekt als Gegenleistung dafür auferlegt werden, dass ihm die Möglichkeit eröffnet wird, eine besondere öffentliche Einrichtung zu benutzen oder besondere Vorteile in Anspruch zu nehmen (Vorzugslast), ohne dass eine tatsächliche Inanspruchnahme notwendig ist. Ob der Beitragspflichtige von der Nutzungsmöglichkeit Gebrauch macht, ist mithin für die Beitragspflicht unerheblich. Beiträge werden von einer Gebietskörperschaft aufgrund gesetzlicher Ermächtigung für die Schaffung, Erweiterung oder Erneuerung öffentlicher Einrichtungen von demjenigen erhoben, dem die Möglichkeit der Inanspruchnahme dieser Einrichtungen nicht nur vorübergehende Vorteile bietet.

### Arten
- Hierzu gehört prominent der Rundfunkbeitrag, dessen Beitragspflicht sich aus § 2 Abs. 1 Rundfunkbeitragsstaatsvertrag ergibt. Danach ist im privaten Bereich für jede Wohnung von deren Inhaber (Beitragsschuldner) ein Rundfunkbeitrag zu entrichten. Er ist keine Steuer oder Zwangsabgabe, sondern ein nicht von Art. 105 GG erfasster Beitrag.[5] Auch eine unbestimmte Vielzahl oder gar alle Bürger können zu Beiträgen herangezogen werden, sofern ihnen jeweils ein Vorteil individuell-konkret zugerechnet werden kann und soweit dessen Nutzung möglich erscheint.[6]
- Die aus der Pflichtmitgliedschaft in berufsständischen Körperschaften („Kammern“) resultierenden Kammerbeiträge wie insbesondere von der Industrie- und Handelskammer, Handwerkskammer oder auch anderen Kammern (etwa Ärztekammer, Notarkammer oder Rechtsanwaltskammer) lösen einen Zwangsbeitrag aus. Die Heranziehung zu Kammerbeiträgen ist rechtmäßig, wenn die Feststellung des Mittelbedarfs der Kammer im Wirtschaftsplan den an sie zu stellenden rechtlichen Anforderungen genügt, der Mittelbedarf in rechtmäßiger Weise durch eine Beitragsordnung auf die Kammerzugehörigen umgelegt wird und diese Beitragsordnung im Einzelfall ohne Rechtsfehler angewendet wurde.[7]
- Den Studienbeitrag (oft rechtlich ungenau als „Studiengebühr“ bezeichnet) müssen Studenten regelmäßig entrichten, um am Studium teilnehmen zu können. Studienbeiträge sind – sofern sie sozialverträglich ausgestaltet werden – rechtmäßig.[8]
- Der Erschließungsbeitrag aus den §§ 133 ff. BauGB ist eine Kommunalabgabe, die vom Grundstückseigentümer, Erbbauberechtigten oder Gebäudeeigentümer zu entrichten ist und mit der die Gemeinde die von ihr vorgenommene Erschließung eines Grundstücks finanziert. Die Verpflichtungen des Eigentümers oder des Erbbauberechtigten zu Geldleistungen nach den §§ 57 bis § 61 BauGB gelten gemäß § 64 BauGB als Beitrag und ruhen als öffentliche Last auf dem Grundstück oder dem Erbbaurecht. Erschließungsbeiträge können nach § 127 BauGB nur erhoben werden, wenn die Straße erstmals hergestellt wird, etwa beim Bau einer neuen Wohnsiedlung, die eine Verkehrsanbindung benötigt.
- Der Straßenbaubeitrag (oder Anliegerbeitrag) ist eine Kommunalabgabe, die für den Umbau, die Verbesserung, die Erweiterung oder die Erneuerung einer bereits vorhandenen Straße sowie der Straßenentwässerung erhoben wird. Er ist oder wird in den meisten Bundesländern abgeschafft (siehe Kommunalabgabengesetz).
- Der Herstellungsbeitrag wird für die Herstellung, Anschaffung, Erweiterung, Erneuerung und Verbesserung öffentlicher Einrichtungen wie z. B. Wasserversorgung und Kläranlage erhoben.[9]
- Der Fremdenverkehrsbeitrag ist eine in Fremdenverkehrsgemeinden von denjenigen Wirtschaftssubjekten erhobene Kommunalabgabe, denen durch Tourismus wirtschaftliche Vorteile erwachsen.

Nur beim Fremdenverkehrsbeitrag gibt es keine unmittelbare kommunale Gegenleistung, sondern die Einnahmen werden zur Förderung des Fremdenverkehrs eingesetzt.

### Zwangsbeitrag
Viele Beitragszahler empfinden die Pflicht einer Beitragszahlung ohne tatsächliche Inanspruchnahme einer Leistung als Zwangsbeitrag, so dass dies in Stellungnahmen zu Beiträgen oder bei Rechtsstreitigkeiten so formuliert wird (Beispiel „Krankenhaus-Notopfer“). Rechtlich bleibt es stets dabei, dass ein Beitrag letztendlich zu leisten ist.

## Privatrechtliche Beiträge
Privatrechtliche Beiträge beruhen auf dem Privatrecht und sind eine Geldleistung, die vom Zahlungsempfänger als Entgelt für die Mitgliedschaft in Vereinen oder sonstigen Personenvereinigungen jeder Art als Mitgliedsbeitrag erhoben wird. Der Vereinsbeitrag wird durch die Satzung oder eine eigenständige Beitragsordnung geregelt. Sämtliche Vereinsbeiträge (insbesondere zu Sportvereinen) gehören in diese Kategorie. Mit der Zahlung des Beitrages entsteht ein Rechtsanspruch auf alle die für Mitglieder satzungsgemäß allgemein bereitgestellten Leistungen, jedoch nicht auf spezielle bereitzustellende Leistungen; für diese kann ein Sonderbeitrag erhoben werden.
Aus finanzwissenschaftlicher Sicht sind zwischen den Steuern und Gebühren die durch Art. 74 Nr. 12 GG legitimierten Beiträge zur Sozialversicherung zu beurteilen, aufgeteilt in Arbeitgeber- und Arbeitnehmerbeitrag. Diese Beiträge zur Sozialversicherung werden auch als Versicherungsbeitrag bezeichnet. Es handelt sich um Geldleistungen, die von Arbeitgebern (Arbeitgeberbeitrag) und deren Arbeitnehmern (Arbeitnehmerbeitrag) und sonstigen dazu verpflichteten Personengruppen an die Sozialversicherungsträger gezahlt werden. Das gilt für die Arbeitslosenversicherung (§ 341 SGB III), gesetzliche Krankenversicherung (§ 241 SGB V), gesetzliche Rentenversicherung (§ 287 Abs. 1 SGB VI) und Pflegeversicherung (§ 55 Abs. 1 SGB XI), die einheitlich vom Beitragssatz sprechen. 
Bei allen übrigen Versicherungsarten ist – jedoch nicht konsequent – von der Versicherungsprämie die Rede. Allerdings wendet die Versicherungsbetriebslehre auch Begriffe wie Beitragsübertrag (§ 341e Abs. 2 Nr. 1 HGB, § 24 RechVersV) oder Rückstellung für Beitragsrückerstattung (§ 341e Abs. 2 Nr. 2 HGB, § 28 RechVersV) an.

## Wirtschaftliche Aspekte
Die Preiskalkulation der Beiträge (und Gebühren) beruht allgemein auf dem Kostendeckungsprinzip, so dass die Beitragseinnahmen die Gesamtkosten decken sollen. Beiträge sind aus Sicht des Beitragszahlers fixe Betriebskosten, die unabhängig vom Auslastungsgrad anfallen. Die Beitragshöhe muss (bei gesetzlichen Beiträgen) oder kann (bei allen übrigen) am Äquivalenzprinzip orientiert werden, indem eine Gleichwertigkeit von Beitrag und Gegenleistung bzw. Beitrag und Risiko oder Erwartungswert des Schadens eingehalten wird. Sozialversicherungen setzen konkret jedoch nicht die Binnenäquivalenz zwischen Beitrag und Leistung des einzelnen Versicherungsnehmers voraus, sondern es wird eine Gruppenäquivalenz aller Versicherten gefordert. 
Die Beitragshöhe kann wie eine Lenkungsabgabe das Verhalten des Beitragszahlers lenken, sofern es sich nicht um Zwangsbeiträge handelt. Beabsichtigte Nebenwirkung von Beiträgen kann deshalb sein, durch ihre Erhebung die unnötige oder unmäßige Benutzung öffentlicher Einrichtungen zu hemmen;

## Beiträge in Kommunikation und Publizistik
Der Begriff des Beitrags hat in Kommunikation und Publizistik einen anderen Begriffsinhalt („beitragen“) und bezeichnet die intellektuelle Leistung in Form eines Diskussionsbeitrags in der Kommunikation. Gebauter Beitrag und redaktioneller Beitrag gibt es im Journalismus; in Publikationen (Büchern, Fachzeitschrift, Sammelwerken, Zeitschriften oder Zeitungen) wird als Beitrag die journalistische Darstellungsform des Artikels oder Zeitungsartikels bezeichnet. Die für einen Tagungsband eingereichte schriftliche Fassung eines Vortrags nennt man auch Presented Paper. In den elektronischen Medien sind Beiträge häufig Teil einer Magazinsendung.

## International
In der Schweiz werden unter Beiträgen hauptsächlich die Beiträge an die Sozialversicherung verstanden. In Österreich sind Beiträge neben Gebühren und Steuern eine Form von Abgaben, die wie in Deutschland als Oberbegriff fungieren.

## Abgrenzung
Geldliche Beiträge belasten eine Gruppe als Ganzes (etwa der Straßenbaubeitrag von allen Anliegern einer Straße), Gebühren belasten dagegen den Einzelnen, der die öffentliche Leistung tatsächlich in Anspruch nimmt. Beispielsweise wird in Deutschland seit Januar 2013 keine Rundfunkgebühr, sondern ein Rundfunkbeitrag erhoben. Hiermit wird verdeutlicht, dass auch dann der Rundfunkbeitrag zu zahlen ist, wenn ein Privathaushalt keinen Rundfunk empfängt.